# 잣까마귀

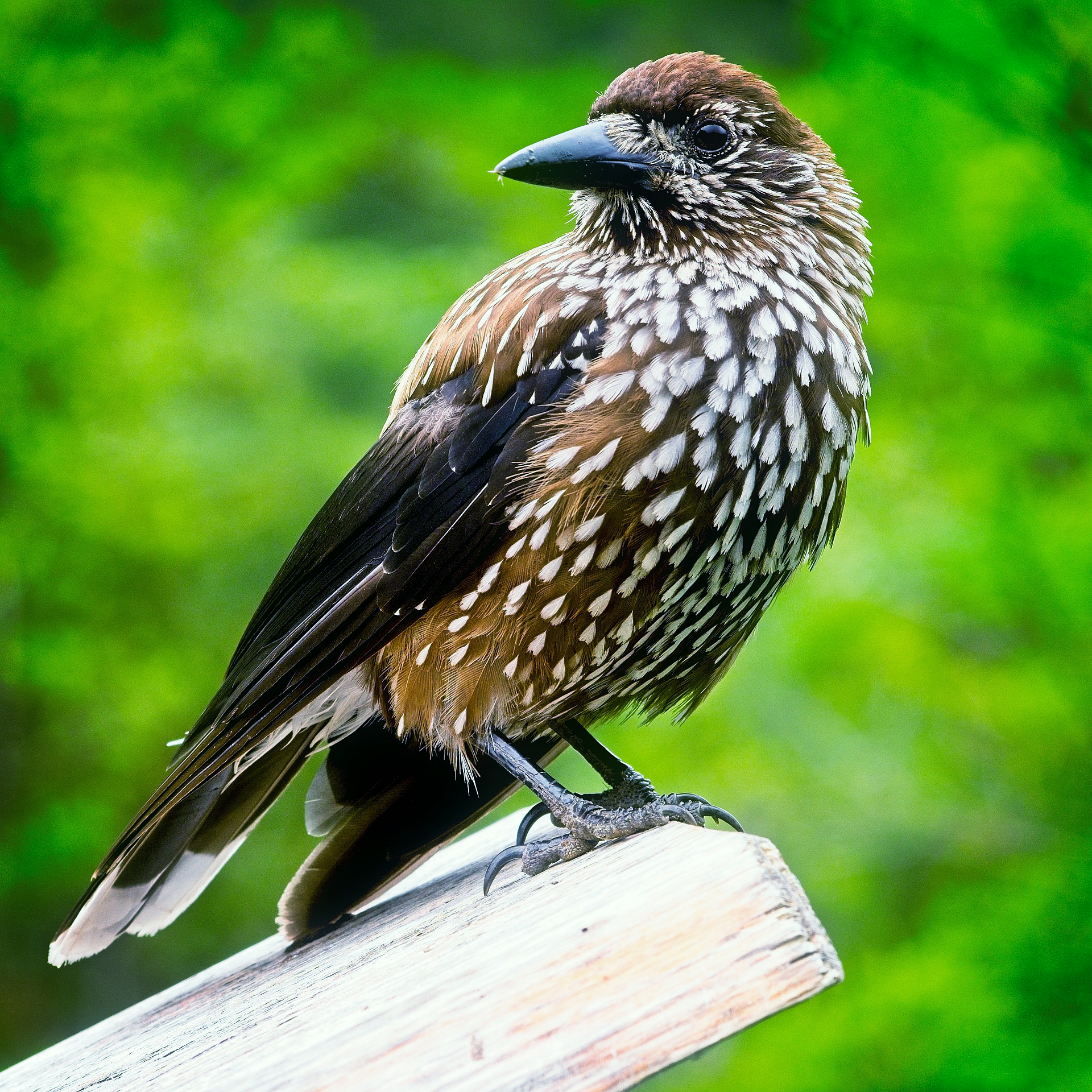

잣까마귀(Nucifraga caryocatactes)는 까마귀과(Corvidae)에 속하는 참새목 새이다. 유라시아어치보다 약간 크지만 훨씬 큰 부리와 볏이 없는 날씬한 머리를 가지고 있다. 몸 전체의 깃털은 주로 초콜릿색이며, 뚜렷한 흰색 반점과 얼룩이 있다. 날개와 윗꼬리는 검은색이며 녹청색 광택이 난다.

## 아종
- N. c. caryocatactes (Linnaeus, 1758) – Europe
- N. c. macrorhynchos C. L. Brehm, 1823 – Ural Mts. to east Siberia and northeast China
- N. c. rothschildi E. J. O. Hartert, 1903 – Kazakhstan to northwest China
- N. c. japonica E. J. O. Hartert, 1897 – Kuril Islands and north Japan

## 설명
부리 끝에서 꼬리 끝까지 길이가 32~38cm이고 날개폭은 49~53cm이다. 짙은 갈색에 날개가 넓고 꼬리가 짧은 까마귀이다. 몸깃은 중간에서 진한 초콜릿 갈색이며 얼굴, 목, 맨틀, 아랫부분에 흰색 반점이 많다. 큰 흰색 로럴 스팟, 흰색 눈테, 목덜미까지 뻗어 있는 흑갈색 모자, 녹청색 광택이 있는 짙은 검은색 날개, 흰색 항문, 위쪽 모서리가 흰색이고 아랫꼬리 끝에 흰색 띠가 있는 어두운 꼬리가 있다. 날 때 넓은 날개, 흰색 항문, 짧은 꼬리가 눈에 띄며 비행은 물결친다. 검은 부리는 가늘거나 굵고 다소 길며 날카롭게 뾰족하며 종족마다 크기가 다르다. 홍채, 다리, 발은 검은색이다.